# 열린 정부
열린 정부(Open government) 또는 개방형 정부는 시민들이 효과적인 공공 감독을 위해 정부의 문서와 절차에 접근할 권리가 있다는 것을 주장하는 통치 원칙이다. 가장 넓은 의미에서 이 법안은 광범위한 국가 기밀을 합법화하는 경향이 있는 국가이성과 기타 고려 사항에 반대한다. 열린 정부 주장의 기원은 철학자들이 당시 초기 민주주의 사회의 적절한 건설에 대해 토론했던 유럽 계몽시대로 거슬러 올라간다. 이는 또한 점점 더 민주적 개혁의 개념과 연관되고 있다. 예를 들어 유엔 지속가능발전목표 16은 책임 있고 포용적인 기관을 보장하기 위한 기준으로 정보에 대한 대중의 접근을 옹호한다.

## 관련 단체
- 열린정부파트너십(OGP)

## 같이 보기
- 검열
- 시민 기술
- 전자민주주의
- 전자정부
- 글라스노스트
- 이슈 추적 시스템
- 공공 데이터
- 열린 사회
- 열린 사회와 그 적들
- 정치 부패
- 프라이버시
- 위키리크스